# 保坂シゲル
保坂 シゲル（ほさか しげる、1977年 - ）は、兵庫県伊丹市出身のパティシエ。血液型B型。

## 略歴・人物
1977年、兵庫県伊丹市に生まれる。大阪、愛知、神奈川、埼玉と移り住み、現在、神奈川県在中。18歳の時に「TVチャンピオン」で見た「アメ細工」と「スイーツ」のすばらしさに魅了され、パティシエを志すようになる。20歳の時に出会ったシルバーアクセサリーブランド「クロムハーツ」を溺愛し、現在も大ファンである。また、アクアリストでもあり、「アジアアロワナ」に関して、豊富な知識を持っている。
1996年、神奈川県立座間高等学校卒業後、スイーツの専門学校に入学。
1998年、日本最大級の宴会場を持つホテルグランパシフィックメリディアン（現「グランパシフィック LE DAIBA」）のオープンスタッフとして入社し、ブライダル、スイーツ、レストランなどの総合的なパティシエとして修行する。
2002年、浦和ロイヤルパインズホテルに入社、アメ細工などの、国内の洋菓子コンテストに参加。副賞として、フランス、ベルギー、モナコ、スペイン、イタリアなど多くの海外研修を重ね、ヨーロッパの刺激を受ける。
2007年、以前から気になっていたスタイリッシュな外資系高級ホテル「パークハイアット東京」に入社。一流ホテルのテイストを五感で感じ、自身の感性をよりブラッシュアップして行く。
2008年、パリで行われた世界初の男女ペアの洋菓子世界大会「第1回ル・モンディアル・デザールシュクレ」に日本代表選手として出場。日本を世界第２位に導く。
2011年、東京スイーツコレクションに辻口博啓氏のサポートとして参加、「スイーツ製作」「アーティスティックな作品」で、大成功を収める。
2012年、三重県菰野町に世界的にも新しい試みの「温泉、宿泊、レストラン、スイーツ、農園」が集合した大型複合施設「アクアイグニス」に、東京世田谷区のコンフィチュールアッシュと共に移転。店舗の前のファームで朝摘みした「甘熟イチゴ」を使って、「安心、安全、健康」をテーマにしたスイーツ作りを志す。
トレードマークとしていつも苺を持っている。
2018年4月、神奈川県平塚市北金目に「心のバランスを豊かにするスイーツ店」メゾン ド リーブラをオープンする。

## 賞歴
- 2003年：「ジャパン・ケーキショー大型工芸菓子」　大会会長賞。
- 2003年：「第11回内海杯技術コンクール」　銀賞。
- 2004年：「第1回彩の国ケーキショー」　総合優勝。
- 2004年：「ジャパンケーキショー　味と技のピエスモンテ」　金賞。
- 2004年：「第12回内海杯技術コンクール」　準優勝。
- 2005年：「第12回ルクサルドグランプレミーオ」　優勝。
- 2008年：「第1回ル・モンディアル・デザールシュクレ」　世界第2位。

## メディア出演
テレビ
- なるほどプレゼンター!花咲かタイムズ（CBC）
- スタイルプラス （東海テレビ）

ラジオ
- READY！（FM三重）